# لؤي زهرة
لؤي زهره (11 سبتمبر 1966 – 13 مايو 2025) هو كاتب وأديب ومسرحي عراقي، وُلد في مدينة كربلاء، وعُرف بأسلوبه الساخر في الكتابة، وسلسلة أعماله المسرحية والإنسانية، خاصة ما يخص المكفوفين.

## نشأته وحياته
وُلد لؤي في الحادي عشر من سبتمبر عام 1966. توفيت والدته بعد شهرين من ولادته إثر إصابتها بسرطان المعدة، فتولى تربيته جدته "زهرة"، والدة والده.

## التحصيل العلمي
أكمل دراسته في جامعة كربلاء، وتخرج من كلية الآداب، ثم كلية الإدارة والاقتصاد، حاصلًا على شهادة البكالوريوس.

## مسيرته الأدبية
بدأ الكتابة في المرحلة المتوسطة، وكتب أولى مسرحياته "قيس وليلى" سنة 1982، ثم اتجه للكتابة الساخرة التي كانت الأقرب إليه. من أشهر أعماله:
- سلسلة "أم عباس وأبو عباس" الساخرة.
- مسرحية "أنا ورأسي" (حازت على جائزة أفضل نص).
- عدة مسرحيات إنسانية موجهة للمكفوفين.

## المرض والرحيل
بدأ يعاني في عام 2019 من آلام متكررة في المعدة، وشُخّصت حالته حينها بشكل خاطئ على أنها شامة في الكبد. لكن في عام 2025، تفاقمت حالته الصحية بشكل ملحوظ، ليكتشف في الهند أن ما ظُنّ أنها مجرد شامة، لم تكن سوى بداية لمرض السرطان الذي تفشّى في الكبد، والأوردة، والمعدة.
وكان وقع كلمات الأطباء عليه قاسيًا حين قالوا له:
“عُد إلى أهلك ومُت بسلام، فهذا أفضل لك.”
وفي صباح يوم 13 أيار/مايو 2025، توفي في العراق بعد صراع مرير مع المرض. وقد نعاه صهره، الشاعر نبيل نعمة الجابري، على منصة فيسبوك قائلاً:
”انعى لكم لؤي زهره.”
وقد نعته أيضًا الأوساط الثقافية بكلمات حزينة تعبّر عن حجم الخسارة، قائلين:
“كان هناك الكثير من الأشياء التي كان يمكن أن تنجزها، لكن الستارة أُسدلت، وهذا هو الفصل الأخير.
وانتشرت على مواقع التواصل الاجتماعي منشورات تنعى الفقيد، وتستذكر أعماله الأدبية ومشاركاته في المشهد الثقافي، مؤكدين أنه “رحل مبكرًا، لكن أثره سيبقى.”

## حياته الشخصية
متزوج وله 6 أبناء، من أبرزهم:
- رقيم لؤي زهره – كاتب وصيدلاني.
- ربى لؤي زهره – مهندسة.

## أعماله
- مسرحية "أنا ورأسي".
- سلسلة "أم عباس وأبو عباس".
- مسرحيات خاصة بالمكفوفين.